# Gelenau/Erzgeb
Gelenau/Erzgeb – gmina w Niemczech, w kraju związkowym Saksonia, w rejencji Chemnitz, w powiecie Erzgebirgskreis.

## Miejscowości partnerskie
- Hasbergen, Niemcy
- Nové Sedlo u Žatce, Czechy
- Nagyhegyes, Węgry